# THE IDOLM@STER LIVE THE@TER DREAMERS
『THE IDOLM@STER LIVE THE@TER DREAMERS』（アイドルマスター ライブシアタードリーマーズ）は、2015年9月30日からLantisよりリリースされているゲーム「アイドルマスター ミリオンライブ!」のキャラクターソングCDシリーズ。「LTD」と略される。

## 概要
ソーシャルゲーム「アイドルマスター ミリオンライブ!」のキャラクターソングシリーズ。『LIVE THE@TER HARMONY』に続く第3弾となる。
01のみシングルで、02以降がアルバムとなる。全6枚。
これまでのシリーズと異なり、デュエット曲を収録したシリーズで、アルバム盤はデュエット曲5曲に共通曲の「Dreaming!」10人バージョンの計6曲とミニドラマを収録。
ドラマパートは765PROライブシアターのメンバーが10人ずつに分かれて全国5箇所で公演を行うというもので、公演場所は2016年1月31日から4月17日にかけて行われたライブツアー「THE IDOLM@STER MILLION LIVE! 3rd LIVE TOUR BELIEVE MY DRE@M!!」の開催場所（仙台・名古屋・福岡・大阪・幕張）となっている。。
初収録の曲は太字で表記する。「ソロ担当」は『LIVE THE@TER SOLO COLLECTION』シリーズでのソロリミックス担当アイドル。

## 01 Dreaming!
2015年9月30日発売。「ミリオンライブ!」のテーマソング「Dreaming!」の春日未来（山崎はるか）・最上静香（田所あずさ）・伊吹翼（Machico）による歌唱バージョンと、同じくテーマソングである「Welcome!!」の50人バージョン及び各カラオケを収録している。

## 02
2015年10月28日発売。天海春香・春日未来・北上麗花・北沢志保・ジュリア・高槻やよい・所恵美・七尾百合子・望月杏奈・矢吹可奈が参加。
収録曲
1. Overture
2. Dreaming!
歌：天海春香（中村繪里子）、春日未来（山崎はるか）、北上麗花（平山笑美）、北沢志保（雨宮天）、ジュリア（愛美）、高槻やよい（仁後真耶子）、所恵美（藤井ゆきよ）、七尾百合子（伊藤美来）、望月杏奈（夏川椎菜）、矢吹可奈（木戸衣吹）
作詞：真崎エリカ、作曲：NBSI（佐藤貴文）、編曲：Arte Refact
ソロ担当：ジュリア（LTSC03.Vo）、所恵美（LTSC06.Fa）
3. 765PRO LIVE THE@TER 仙台公演開演!
4. ハルカナミライ
歌：天海春香（中村繪里子） × 春日未来（山崎はるか）
作詞：藤本記子、作曲・編曲：増谷賢
ソロ担当：春日未来（LTSC03.Vo）、天海春香（LTSC10）
5. 成長Chu→LOVER!!
歌：望月杏奈（夏川椎菜） × 七尾百合子（伊藤美来）
作詞：真崎エリカ、作曲：桑原聖（Arte Refact）、編曲：酒井拓也（Arte Refact）
ソロ担当：望月杏奈（LTSC03.Vo）、七尾百合子（LTSC09.Pr）
6. エスケープ
歌：ジュリア（愛美） × 所恵美（藤井ゆきよ）
作詞：きみコ、作曲・編曲：AstroNoteS
ソロ担当：所恵美（LTSC03.Vi）、ジュリア（LTSC06.Fa）
7. Eternal Spiral
歌：高槻やよい（仁後真耶子） × 矢吹可奈（木戸衣吹）
作詞：松井洋平、作曲・編曲：AstroNoteS
ソロ担当：矢吹可奈（LTSC03.Vo）、高槻やよい（LTSC10）
8. piece of cake
歌：北上麗花（平山笑美） × 北沢志保（雨宮天）
作詞：松井洋平、作曲・編曲：AstroNoteS
ソロ担当：北沢志保（LTSC03.Vi）、北上麗花（LTSC07.An）
9. Bonus Talk

## 03
2015年12月2日発売。如月千早・周防桃子・徳川まつり・二階堂千鶴・萩原雪歩・箱崎星梨花・馬場このみ・真壁瑞希・宮尾美也・最上静香が参加。
収録曲
1. Overture
2. Dreaming!
歌：如月千早（今井麻美）、周防桃子（渡部恵子）、徳川まつり（諏訪彩花）、二階堂千鶴（野村香菜子）、萩原雪歩（浅倉杏美）、箱崎星梨花（麻倉もも）、馬場このみ（高橋未奈美）、真壁瑞希（阿部里果）、宮尾美也（桐谷蝶々）、最上静香（田所あずさ）
作詞：真崎エリカ、作曲：NBSI（佐藤貴文）、編曲：Arte Refact
3. 765PRO LIVE THE@TER 名古屋公演開演!
4. アライブファクター
歌：如月千早（今井麻美） × 最上静香（田所あずさ）
作詞・作曲：藤本記子、編曲：福富雅之
ソロ担当：最上静香（LTSC03.Vo）
5. Persona Voice
歌：二階堂千鶴（野村香菜子） × 萩原雪歩（浅倉杏美）
作詞：真崎エリカ、作曲・編曲：山口朗彦
ソロ担当：二階堂千鶴（LTSC03.Vi）、萩原雪歩（LTSC05）
6. Cut. Cut. Cut.
歌：周防桃子（渡部恵子） × 真壁瑞希（阿部里果）
作詞：松井洋平、作曲・編曲：睦月周平
ソロ担当：真壁瑞希（LTSC03.Da）、周防桃子（LTSC04.Star）
7. Smiling Crescent
歌：箱崎星梨花（麻倉もも） × 宮尾美也（桐谷蝶々）
作詞：松井洋平、作曲・編曲：板垣祐介
ソロ担当：宮尾美也（LTSC03.Vo）、箱崎星梨花（LTSC04.Star）
8. Decided
歌：徳川まつり（諏訪彩花） × 馬場このみ（高橋未奈美）
作詞：結城アイラ、作曲・編曲：山口朗彦
ソロ担当：馬場このみ（LTSC03.Da）、徳川まつり（LTSC04.Star）
9. 765PRO LIVE THE@TER名古屋公演終演後

## 04
2015年12月23日発売。秋月律子・伊吹翼・エミリー スチュアート・我那覇響・佐竹美奈子・篠宮可憐・高山紗代子・天空橋朋花・中谷育・水瀬伊織が参加。
収録曲
1. 765PRO LIVE THE@TER 福岡公演前日
2. 765PRO LIVE THE@TER 福岡公演4時間前
3. Dreaming!
歌：秋月律子（若林直美）、伊吹翼（Machico）、エミリー スチュアート（郁原ゆう）、篠宮可憐（近藤唯）、我那覇響（沼倉愛美）、佐竹美奈子（大関英里）、高山紗代子（駒形友梨）、天空橋朋花（小岩井ことり）、中谷育（原嶋あかり）、水瀬伊織（釘宮理恵）
作詞：真崎エリカ、作曲：NBSI（佐藤貴文）、編曲：Arte Refact
ソロ担当：横山奈緒（LTSC07.Pr）
4. 深層マーメイド
歌：伊吹翼（Machico） × 我那覇響（沼倉愛美）
作詞：唐沢美帆、作曲・編曲：睦月周平
ソロ担当：伊吹翼（LTSC03.Vi）、我那覇響（LTSC05）
5. HELLO, YOUR ANGEL♪
歌：天空橋朋花（小岩井ことり） × 中谷育（原嶋あかり）
作詞：真崎エリカ、作曲・編曲：鈴木裕明
ソロ担当：天空橋朋花（LTSC03.Vo）、中谷育（LTSC04.Sun）
6. G♡F
歌：秋月律子（若林直美） × 篠宮可憐（近藤唯）
作詞・作曲・編曲：KOH
ソロ担当：篠宮可憐（LTSC03.Vi）、秋月律子（LTSC10）
読みは「ガールフレンド」。
7. little trip around the world
歌：エミリー スチュアート（郁原ゆう） × 水瀬伊織（釘宮理恵）
作詞：松井洋平、作曲・編曲：yuxuki waga（fhána）
ソロ担当：エミリー（LTSC03.Da）、水瀬伊織（LTSC05）
8. Melody in scape
歌：高山紗代子（駒形友梨） × 佐竹美奈子（大関英里）
作詞：真崎エリカ、作曲・編曲：光増ハジメ
ソロ担当：高山紗代子（LTSC06.Pr）、佐竹美奈子（LTSC11.Pr）
9. 765PRO LIVE THE@TER 福岡公演終演後

## 05
2016年1月27日発売。木下ひなた・四条貴音・豊川風花・野々原茜・双海亜美・松田亜利沙・三浦あずさ・百瀬莉緒・横山奈緒・ロコが参加。
収録曲
1. 765PRO LIVE THE@TER大阪公演初日・早朝
2. 765PRO LIVE THE@TER大阪公演開演前
3. Dreaming!
歌：木下ひなた（田村奈央）、四条貴音（原由実）、豊川風花（末柄里恵）、野々原茜（小笠原早紀）、双海亜美（下田麻美）、松田亜利沙（村川梨衣）、三浦あずさ（たかはし智秋）、百瀬莉緒（山口立花子）、横山奈緒（渡部優衣）、ロコ（中村温姫）
作詞：真崎エリカ、作曲：BNSI（佐藤貴文）、編曲：Arte Refact
4. "Your" HOME TOWN
歌：木下ひなた（田村奈央） × 双海亜美（下田麻美）
作詞：松井洋平、作曲・編曲：AstroNoteS
ソロ担当：木下ひなた（LTSC04.Sun）、双海亜美（LTSC05）
5. fruity love
歌：野々原茜（小笠原早紀） × ロコ（中村温姫）
作詞・作曲：宮崎まゆ、編曲：高橋修平
ソロ担当：ロコ（LTSC03.Vi）、野々原茜（LTSC07.An）
6. 765PRO LIVE THE@TER大阪公演幕間
7. 夜に輝く星座のように
歌：松田亜利沙（村川梨衣） × 横山奈緒（渡部優衣）
作詞：松井洋平、作曲・編曲：板垣祐介
ソロ担当：横山奈緒（LTSC03.Da）、松田亜利沙（LTSC04.Star）
8. 秘密のメモリーズ
歌：四条貴音（原由実） × 豊川風花（末柄里恵）
作詞・作曲・編曲：KOH
ソロ担当：豊川風花（LTSC04.Star）、四条貴音（LTSC05）
9. たしかな足跡
歌：三浦あずさ（たかはし智秋） × 百瀬莉緒（山口立花子）
作詞・作曲：藤本記子、編曲：福富雅之
ソロ担当：百瀬莉緒（LTSC04.Sun）、三浦あずさ（LTSC05）
10. 765PRO LIVE THE@TER大阪公演終演後

## 06
2016年3月23日発売大神環・菊地真・高坂海美・島原エレナ・田中琴葉・永吉昴・福田のり子・双海真美・星井美希・舞浜歩が参加。
収録曲
1. 765PRO LIVE THE@TER幕張公演前日
2. Dreaming!
歌：大神環（稲川英里）、菊地真（平田宏美）、高坂海美（上田麗奈）、島原エレナ（角元明日香）、田中琴葉（種田梨沙）、永吉昴（斉藤佑圭）、福田のり子（浜崎奈々）、双海真美（下田麻美）、星井美希（長谷川明子）、舞浜歩（戸田めぐみ）
作詞：真崎エリカ、作曲：NBSI（佐藤貴文）、編曲：Arte Refact
3. 765PRO LIVE THE@TER幕張公演幕間
4. Understand? Understand!
歌：高坂海美（上田麗奈） × 田中琴葉（種田梨沙）
作詞：真崎エリカ、作曲：桑原聖（Arte Refact）、編曲：酒井拓也（Arte Refact）
ソロ担当：高坂海美（LTSC04.Star）、田中琴葉（LTSC06.Pr）
5. ジャングル☆パーティー
歌：大神環（稲川英里） × 双海真美（下田麻美）
作詞：松井洋平、作曲・編曲：AstroNoteS
ソロ担当：大神環（LTSC04.Star）、双海真美（LTSC05）
6. Beat the World!!
歌：菊地真（平田宏美） × 舞浜歩（戸田めぐみ）
作詞：唐沢美帆、作曲・編曲：EFFY
ソロ担当：舞浜歩（LTSC04.Blue）、菊地真（LTSC05）
7. Emergence Vibe
歌：島原エレナ（角元明日香） × 星井美希（長谷川明子）
作詞：松井洋平、作曲・編曲：AstroNoteS
ソロ担当：島原エレナ（LTSC06.An）、星井美希（LTSC10）
8. Dreamscape
歌：永吉昴（斉藤佑圭） × 福田のり子（浜崎奈々）
作詞・作曲：藤本記子、編曲：福富雅之
ソロ担当：福田のり子（LTSC06.Pr）、永吉昴（LTSC07.Fa）
9. 765PRO LIVE THE@TER幕張公演終演後

## 発売記念イベント
CDシリーズ『LIVE THE@TER DREAMERS』の発売を記念してシークレットイベントが行われた。CD内に封入されている応募券で応募する事で参加できた。各2回ずつ開催された。
|    | 開催日         | 出演者                                                          | 出典  |
| -- | -------------- | --------------------------------------------------------------- | ----- |
| 01 | 2015年10月18日 | 山崎はるか、田所あずさ、Machico                                 | [ 3 ] |
| 02 | 2015年11月23日 | 中村繪里子、山崎はるか、雨宮天、伊藤美来、夏川椎菜、平山笑美    | [ 4 ] |
| 03 | 2015年12月20日 | 今井麻美、田所あずさ、麻倉もも、阿部里果、桐谷蝶々、渡部恵子    | [ 5 ] |
| 04 | 2016年1月24日  | 沼倉愛美、Machico、大関英里、小岩井ことり、駒形友梨、原嶋あかり | [ 6 ] |
| 05 | 2016年2月27日  | 原由実、小笠原早紀、末柄里恵、中村温姫、村川梨衣、渡部優衣      | [ 7 ] |
| 06 | 2016年4月24日  | 下田麻美、稲川英里、上田麗奈、斉藤佑圭、種田梨沙、浜崎奈々      | [ 8 ] |